# Get Lucky (album, Mark Knopfler)
Get Lucky je šesti samostojni glasbeni album britanskega glasbenika Marka Knopflerja, ki je prvič izšel 14. septembra 2009 v Evropi in dan kasneje še za severnoameriški trg. Izšel je v treh oblikah: kot CD v standardni plastični škatlici, »Limited Edition CD/DVD Digipack« z dodatnim DVDjem s predstavitvenim filmom in »Deluxe Edition« v večji škatli še z več dodatki.
Avtor vseh skladb je Mark Knopfler. Album zaznamuje njegovo pripovedovanje zgodb o navadnih ljudeh v besedilih in melodije ter aranžmaji s keltskimi vplivi.
Knopfler je album promoviral z istoimensko koncertno turnejo po Severni Ameriki in Evropi, ki se je začela 8. aprila 2010 v Seattleu (Washington, ZDA) in končala 31. julija 2010 v španskem mestu Ávila.

## Seznam skladb
1. »Border Reiver« – 4:35
2. »Hard Shoulder« – 4:33
3. »You Can't Beat the House« – 3:25
4. »Before Gas and TV« – 5:50
5. »Monteleone« – 3:39
6. »Cleaning My Gun« – 4:43
7. »The Car Was the One« – 3:55
8. »Remembrance Day« – 5:05
9. »Get Lucky« – 4:33
10. »So Far from the Clyde« – 5:58
11. »Piper to the End« – 5:47
12. »Early Bird« – 5:36 (samo preko spletne trgovine iTunes; ni na CD-ju)
13. »Time In The Sun« – 2:52 (samo preko spletne trgovine iTunes; ni na CD-ju)

Izdaja Deluxe Edition vsebuje še dodaten CD s tremi skladbami:
1. »Pulling Down the Ride« - 2:41
2. »Home Boy« - 3:15
3. »Good as Gold« - 3:27

## Sodelujoči
- Mark Knopfler – vokal, kitara in mandolina
- Richard Bennett – kitara
- John McCusker – violina, citre, žvižganje
- Matt Rollings – klavir, orgle
- Guy Fletcher – klaviature
- Glenn Worf – bas kitara, kontrabas
- Danny Cummings – bobni, tolkala

Gostujoči glasbeniki
- Phil Cunningham – harmonika
- Michael McGoldrick – flavta, žvižganje
- Rupert Gregson-Williams – dirigiranje brenkal, rog

## Uvrstitve
Uvrstitve na lestvice albumov:
| Lestvica (2009)          | Najvišja uvrstitev | Certifikacija |
| ------------------------ | ------------------ | ------------- |
| Avstralija               | 43                 |               |
| Nemčija                  | 2                  | Zlata         |
| Nizozemska               | 3                  |               |
| Finska                   | 17                 |               |
| Madžarska                | 13                 |               |
| Italija                  | 2                  | Zlata         |
| Norveška                 | 1                  |               |
| Poljska                  | 3                  | Zlata         |
| Portugalska              | 9                  |               |
| Švedska                  | 6                  |               |
| Združeno kraljestvo      | 9                  |               |
| ZDA - Billboard 200      | 17                 |               |
| Billboard European Album | 2                  |               |
| Billboard Rock Album     | 5                  |               |